# دودة أنسيلوستوما

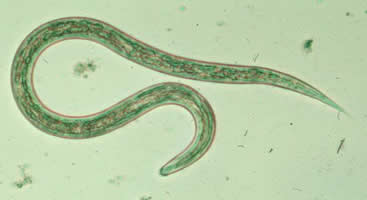

الأنكلستومات -أنسيلوستوما (أيضا anchylostomiasis أو داء الملقوات)، هو حالة من حالات العدوى عن طريق الديدان الخطافية الأنكلستوما. الاسم مشتق من كلمتي αγκυλος اليونانية (ancylos) وعازمة ملتوية" στομα ستوما وتعني "الفم". وكما هو معروف الأنكلستومات وفقر الدم عامل منجم، ومرض النفق، brickmaker وفقر الدم وداء الاخضرار المصرية. قد يشير أيضا دواد
لالأنكلستومات، ولكن هذا المصطلح يشير أيضا إلى جميع الأمراض التي تسببها الديدان الخطافية .ويتسبب الاعداد الكبيرة من الديدان الخطافية الي الاصاية بالانكلستوما
وتسبب فقر الدم ونقص الحديد من مص المضيف المتواجد علي الجدران المعوية

## الأسباب
انها تصيب عادة الجلد والعينين، والأحشاء
الأنكلستوما البرازيلية أسباب هجرة اليرقات الجلدي.
السهمية أسباب هجرة اليرقات الحشوي. [1]
يتم العدوي عادة من قبل أشخاص مصابة والإصابة الأكثر من المشي حافي القدمين في التربة الملوثة.فتخترق اليرقات الجلد ويمكن أن تسبب الحساسية والحكة من اختراق الجلد في موقع الاختراق في اختراق الجلد، قد اليرقات تسبب الحساسية.
و بمجرد ان تدخل اليرقات من خلال الجلد، فإنها تدخل إلى مجرى الدم وتنفذ إلى الرئتين (على عكس ascarids ، ومع ذلك، الديدان الخطافية لا تسبب عادة الالتهاب الرئوي). وتهاجر اليرقات من الرئتين الي القصبة الهوائية
يستطيع أن يطير وحملت التراجع إلى الأمعاء. إذا كان البشر تتلامس مع يرقات دودة الانكلستوما كلب أو قطة الشصية ، أو غيرها من الديدان الخطافية معينة لا تصيب البشر، قد اليرقات تخترق الجلد. في بعض الأحيان، واليرقات وغير قادر على إكمال دورة هجرتها في البشر. بدلا من ذلك، فقط تهاجر اليرقات تحت الجلد ينتج علامات تشبه الثعابين. ويشار إلى ذلك اندفاع زاحف أو داء هجرة اليرقات الجلدي. [2]

## الأعراض
في الأطفال (والكبار) الذين يسيرون حفاة، ودودة الانكلستوما يمكن أن تخترق باطن القدم وتسبب الآفة. وسوف تبدأ اليرقة ثم إلى أن تنضج ولئن كان يتحرك نحو الأمعاء. كما هو الحال في الكلاب، وسوف نعلق على الشصية جدار الأمعاء. البشر الذين أصبحوا المصابة وسوف تظهر أعراض نزيف في المعدة وآلام في البطن والإسهال وفقر الدم الشديد وسوء التغذية. [3]

## العلاج
الدواء المختار لعلاج مرض دودة الانكلستوما هو ميبيندازول وهو فعال ضد كل الأنواع، وبالإضافة إلى ذلك، سيتم إزالة دودة الاسكاريس المعوية أيضا، إذا كان موجودا. عقار فعال جدا، وتتطلب فقط جرعة واحدة وغير مكلفة، والمخدرات الكمال. ومع ذلك، والعلاج يتطلب أكثر من مجرد إعطاء طاردة، والمريض يجب أن تتلقى أيضا المكملات الغذائية لتحسين مستوى الصحة العامة، ولا سيما في مكملات الحديد مهم جدا. الحديد هو أحد المكونات الأساسية لعدد وافر من نظم الانزيم تشارك في عملية التمثيل الغذائي والطاقة، وتوليف الحمض النووي وإزالة السموم المخدرات.
وكما ذكر في وقت سابق من هجرة اليرقات أو كما هو معروف أيضا، الاندفاع الزاحف، هو أيضا من أعراض غير مريحة للغاية من هذا المرض، ويمكن أيضا أن يكون سبب غزو الديدان الخطافية من غيرها من الحيوانات مثل القطط والكلاب. لأنهم في مضيف الشاذة التي لا تنضج على البالغين ولكن بدلا من الهجرة من خلال الجلد حتى قتل على يد استجابة المضيف للالتهابات. هذا يسبب حكة شديدة المحلية. العلاج الموضعي مع مرهم الثيابندازول فعال جدا في السيطرة على هذا الشرط.
وينبغي توجيه السيطرة على هذه الطفيليات ضد خفض مستوى التلوث البيئي. علاج الأفراد المصابين بشدة هو أحد السبل للحد من التلوث من المصدر (وقدرت إحدى الدراسات أن 60 ٪ من عبء الدودة إجمالي يتواجد في أقل من 10 ٪ من السكان). أساليب واضحة الأخرى لتحسين الظروف الصحية، على سبيل المثال المراحيض، ولكن أيضا إقناع الناس لاستخدامها من قبل الحفاظ عليها في شكل خدمة جعلها مواتية لاستخدام. الديدان الخطافية ما زالت تشكل نسبة عالية من الأمراض المنهكة في المناطق المدارية ويمكن أن يعزى 50-60,000 حالة وفاة سنويا بسبب هذا المرض